# La Borde Vieille
La Borde Vieille es un proyecto del enólogo mexicano Hugo D'Acosta ubicado en el viñedo de Languedoc-Rosellón en la región administrativa epónima de Rosellón en Francia. Forma parte del proyecto Troposfera.

## Historia
Tras buscar la "enología global" y mostrar que los vinos hechos en México estaban generando un nombre propio, Hugo D'Acosta se trasladó a Rosellón, una zona conocida por las características variables de su suelo, propias para la vitivinicultura.

## Vinos

### La Borde Vieille (Vino)
Se trata de tres vinos que tiene la misma mezcla, Grenache, Carignan y Syrah, pero con la diferencia entre cada uno de ellos de que habrá una cepa predominante de dichos varietales.

### Parteaguas (Vino)
Son dos vinos, uno tinto y uno blanco. Ambos comparten el mismo nombre, son diferenciados por la tintura del vino.

#### Parteaguas tinto
Es un vino producido con cepas carignan, grenache y syrah. Su crianza es de 12 meses en barrica de roble francés. Cuenta con 13.5% de alcohol por volumen.

#### Parteaguas blanco
Es un vino producido con cepas carignan blanc y macabeo. No lleva proceso alguno de crianza. Cuenta con 12.8% de alcohol por volumen.